# Joblife
Joblife, aussi appelée JL, est une structure française d'esport présente sur les jeux League of Legends et Valorant. Elle est créée le 12 novembre 2021 par le collectif de vidéastes web appelé « team Jobless ».
En 2024, l'équipe remporte deux fois consécutivement le titre de champions de France sur Valorant tandis que sa section League of Legends accède à la première division de la ligue française de League of Legends.

## Historique
La structure Joblife s'inscrit dans le milieu esportif français, avec pour fondateurs des vidéastes web,. Elle débute avec la création d'une section consacrée à League of Legends en deuxième division de la ligue française de League of Legends. Une année plus tard est créée la section Valorant[réf. souhaitée].
Le 7 avril 2024, Joblife remporte son premier titre de champion de France lors de la finale sur le jeux Valorant contre Mandatory,.
Le 21 juillet 2024, Joblife remporte son deuxième titre de champion de France lors de la finale sur le jeux Valorant contre Valiant.
En novembre 2024, la section League of Legends obtient une promotion administrative en catégorie reine. En effet, à la suite du retrait de la structure Team du Sud, l'organisateur de la compétition Webedia préfère Joblife à d'autres candidatures grâce à sa structure financière et communautaire solide.

## Équipes League Of Legends
| Nat.                   | Pseudo | Nom                         | Rôle     | Date d'entrée |  |
| ---------------------- | ------ | --------------------------- | -------- | ------------- |  |
| Drapeau de la France   | Leny   | Leny Albertini              | Toplaner | 27 mai 2024   |  |
| Drapeau de la Turquie  | RAMES  | Mustafa Korkmaz             | Jungler  | 27 mai 2024   |  |
| Drapeau de l'Allemagne | Diplex | Dimitri Ponomarev           | Midlaner | 26 mai 2024   |  |
| Drapeau du Royaume-Uni | Deadly | Matthew Luke Smith          | ADC      | 26 mai 2024   |  |
| Drapeau de la Suède    | Twiizt | Elton Richie Garcia Spetsig | Support  | 08 mai 2024   |  |

| Drapeau de la Turquie      | Viser1on | Burak Badan       | Head Coach      | 08 juin 2025    |  |
| Drapeau de la Corée du Sud | Merit    | Kim Young-min     | Strategic Coach | 17 janvier 2024 |  |
| Drapeau du Portugal        | Yong     | Rafael Bernardino | Coach           | 17 janvier 2024 |  |
| Drapeau de la France       | Kubuuo   | Blaise Daunois    | Manager         | ~               |  |

## Équipes Valorant VCL
| Nat.                  | Pseudo | Nom               | Rôle     | Date d'entrée    |  |
| --------------------- | ------ | ----------------- | -------- | ---------------- |  |
| Drapeau de la Russie  | purp0  | Semyon Borchev    | Duellist | 18 juin 2025     |  |
| Drapeau de la France  | CyvOph | Clement Millard   | Flex     | 16 juin 2025     |  |
| Drapeau de la France  | sh1n   | Ryad Ensaad       | Smoker   | 03 juin 2025     |  |
| Drapeau de la Russie  | chiwa  | Egor Stepanyuk    | Sentinel | 05 juin 2025     |  |
| Drapeau de la Pologne | starxo | Patryk Kopczyński | IGL      | 29 décembre 2024 |  |
| Drapeau de la France  | Akuma  | Alex Lo Bello     | Sub      | 29 décembre 2024 |  |

| Drapeau de la France | Larsson | Kévin Bernard  | Head Coach      | 29 décembre 2024 |  |
| Drapeau de la France | SKAZZ   | Arnaud Trocars | Assistant Coach | 29 décembre 2024 |  |
| Drapeau de la France | Bilal   | ~              | Manager         | 01 avril 2025    |  |